# Biografielijst Ao

## Ao
- Ao Chi Hong (1960), Macaus autocoureur

## Aog
- Dennis Aogo (1987), Duits voetballer

## Aok
- Devon Aoki (1982), Japans-Amerikaans actrice
- Haruchika Aoki (1976), Japans motorcoureur
- Kikuyo Aoki (1968), Japans bordspelspeelster
- Mayumi Aoki (1953), Japans zwemster
- Nobuatsu Aoki (1971), Japans motorcoureur
- Takayuki Aoki (1972), Japans autocoureur
- Takuma Aoki (1974), Japans motorcoureur en autocoureur

## Aon
- Ryo Aono (1990), Japans snowboarder

## Aos
- Hiroshi Aoshima (1955), Japans componist, muziekpedagoog en dirigent

## Aou
- Mohamed El Amine Aouad (1984), Algerijns voetballer
- Moussa Aouanouk (1972), Algerijns atleet
- Dudu Aouate (1977), Israëlisch voetballer
- Saïd Aouita (1959), Marokkaans atleet
- Michel Aoun (1935), Libanees militair commandant en politicus

## Aoy
- Gosho Aoyama (1963), Japans mangaka
- Toru Aoyanagi (1968), Japans langebaanschaatser en schaatscoach